# Elaeocarpus neobritannicus
Elaeocarpus neobritannicus är en tvåhjärtbladig växtart som beskrevs av M.J.E. Coode. Elaeocarpus neobritannicus ingår i släktet Elaeocarpus och familjen Elaeocarpaceae. Inga underarter finns listade i Catalogue of Life.